# Tom Otterness

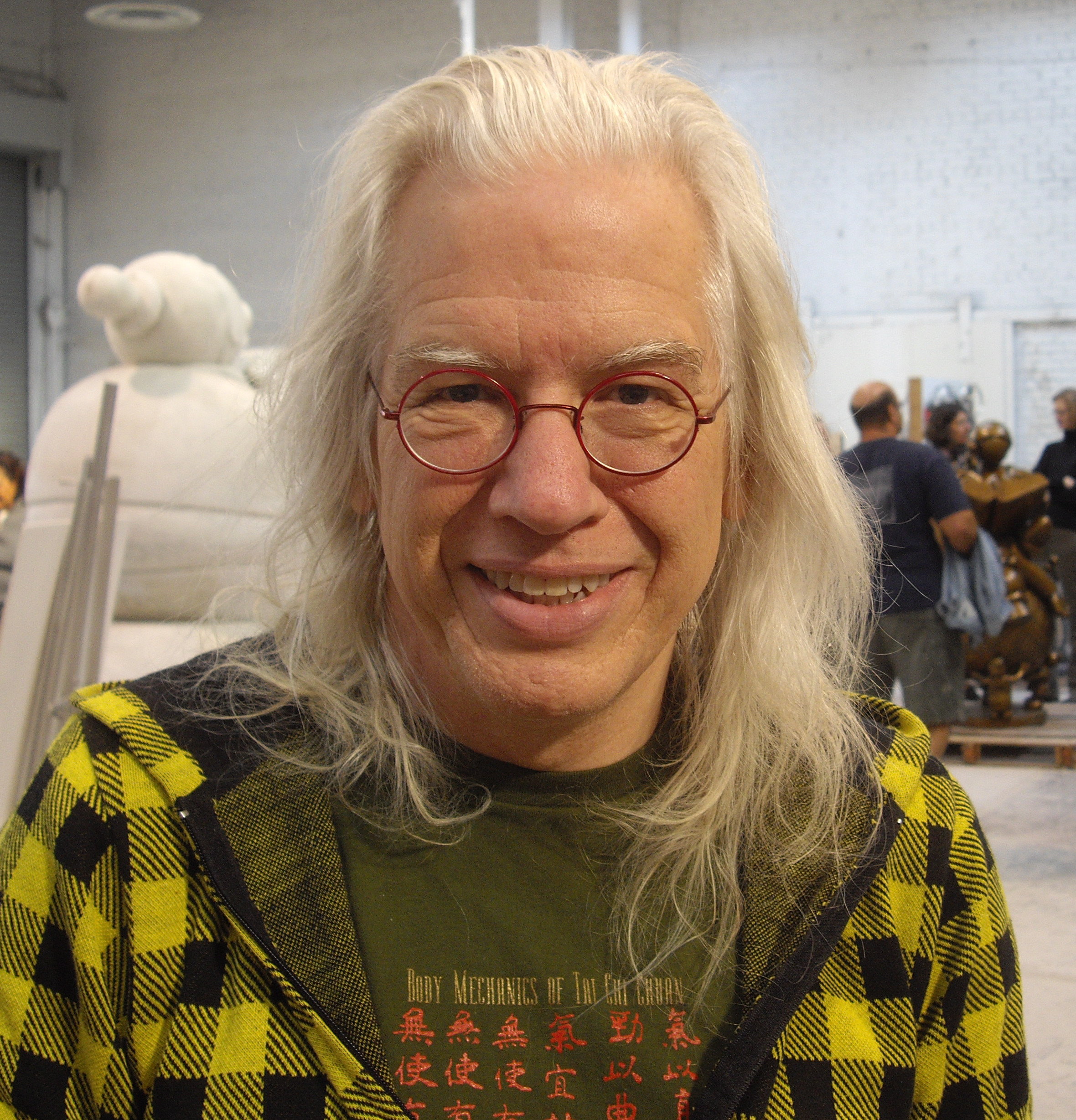
Tom Otterness (2008)

Tom Otterness (* 1952 in Wichita, Kansas) ist ein US-amerikanischer Bildhauer.

## Werk
Otterness’ Arbeiten sind insbesondere in Gärten, Parks und Plätzen in New York City sowie anderen nordamerikanischen Städten zu sehen. Seine Kunstwerke im öffentlichen Raum wollen den Alltag der Menschen durchbrechen und einen Augenblick lang ihre Aufmerksamkeit gewinnen.
Otterness hat im Auftrag der staatlichen Metropolitan Transportation Authority in einer U-Bahn-Haltestelle in New York hundert kleine Bronzefiguren platziert. Seine Figuren im Cartoon-Stil repräsentieren unter anderem Handwerker mit Bau-Helmen und Werkzeugen, Angestellte mit Krawatten, dicke Reiche mit einem Geldsack anstelle eines Kopfes und einige Fabelwesen. 
Sein Stil ist sehr bildhaft vereinfachend und fröhlich.
In Deutschland steht unter anderem Otterness’ Kunstwerk Überfrau. Diese Skulptur in Münster, zwischen den Gebäudeteilen der Stadtbücherei gelegen, soll „die weibliche Figur als Personifikation der Weisheit und Freiheit“ symbolisieren.
Im „Museum Beelden aan Zee“ am Strand von Scheveningen in den Niederlanden steht eine Gruppe von 23 Skulpturen, die vor allem Märchen darstellen.  
1994 wurde Otterness in New York zum Mitglied (NA) der National Academy of Design gewählt. Otterness ist Mitglied der Gruppe Colab.

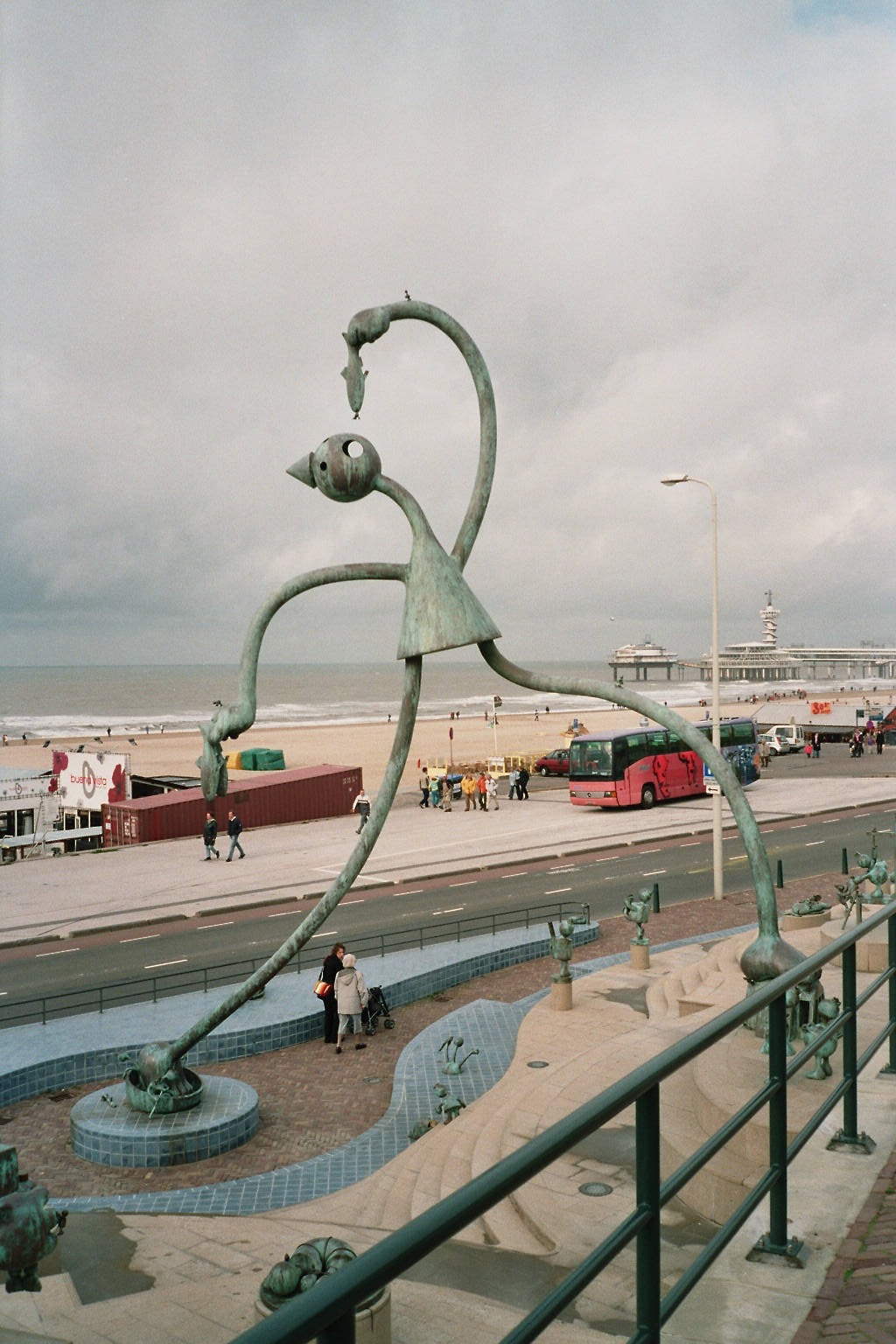
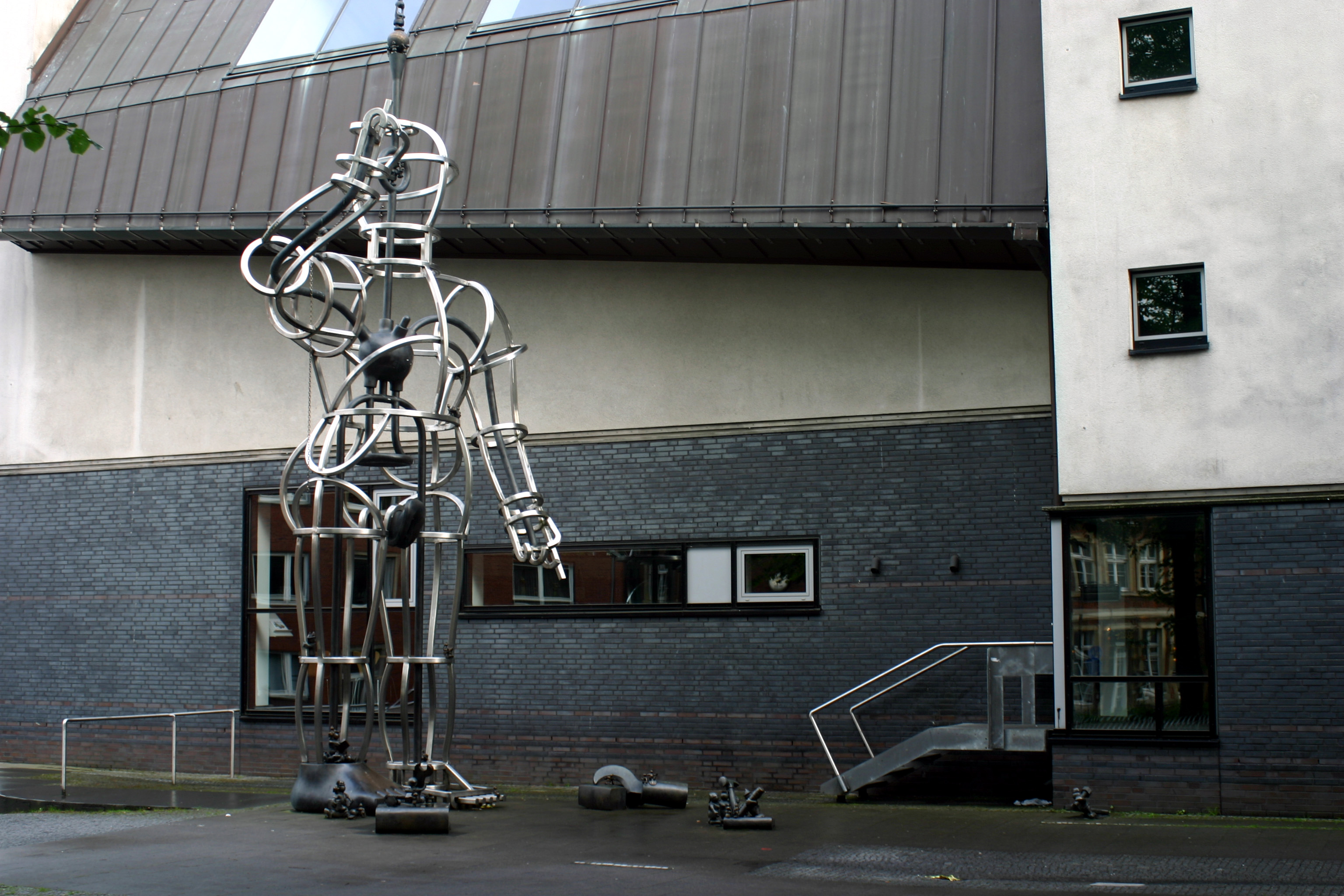
Otterness’ Kunstwerk Überfrau in Münster
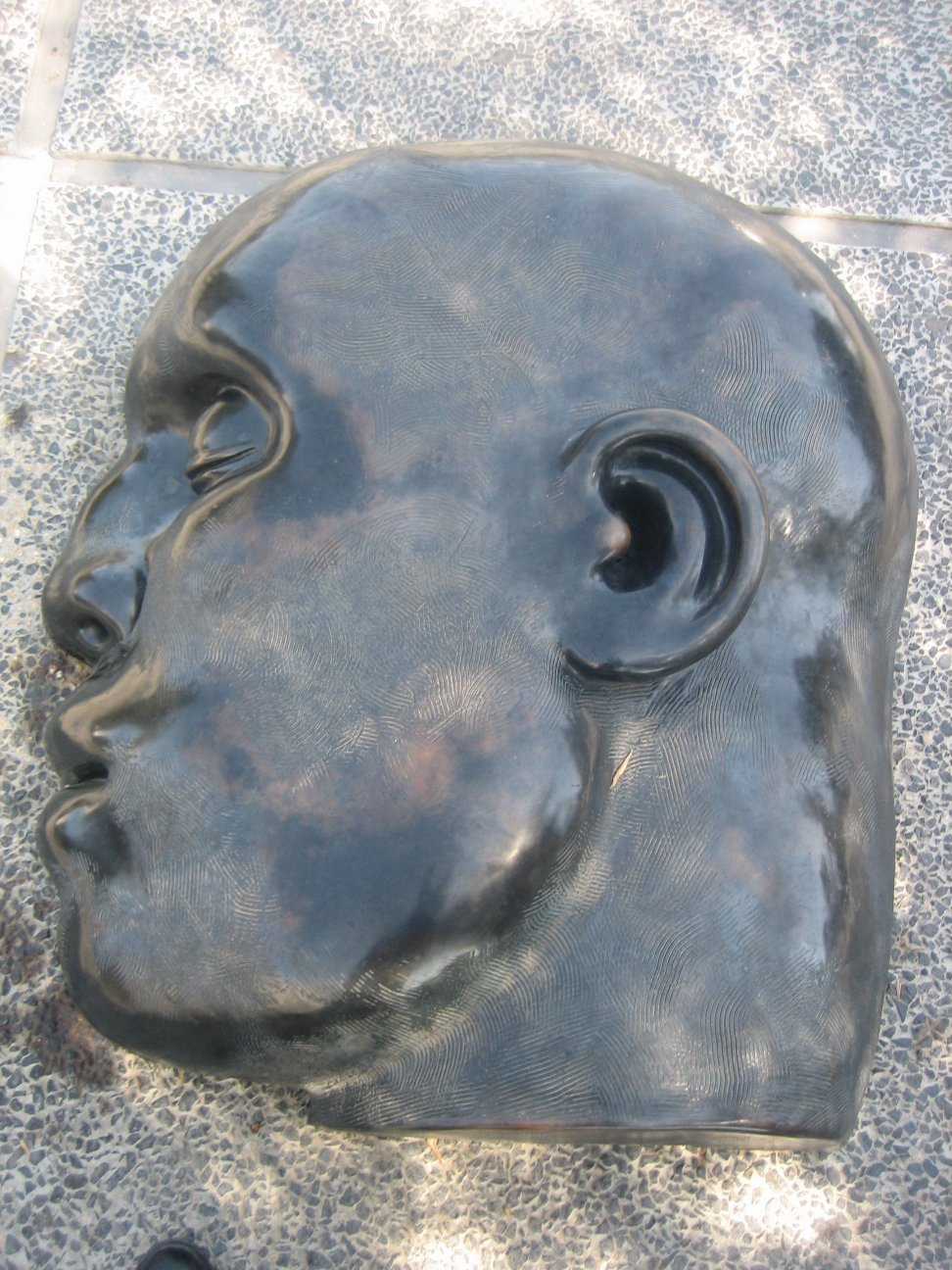